# Bartholomäus Schachmann

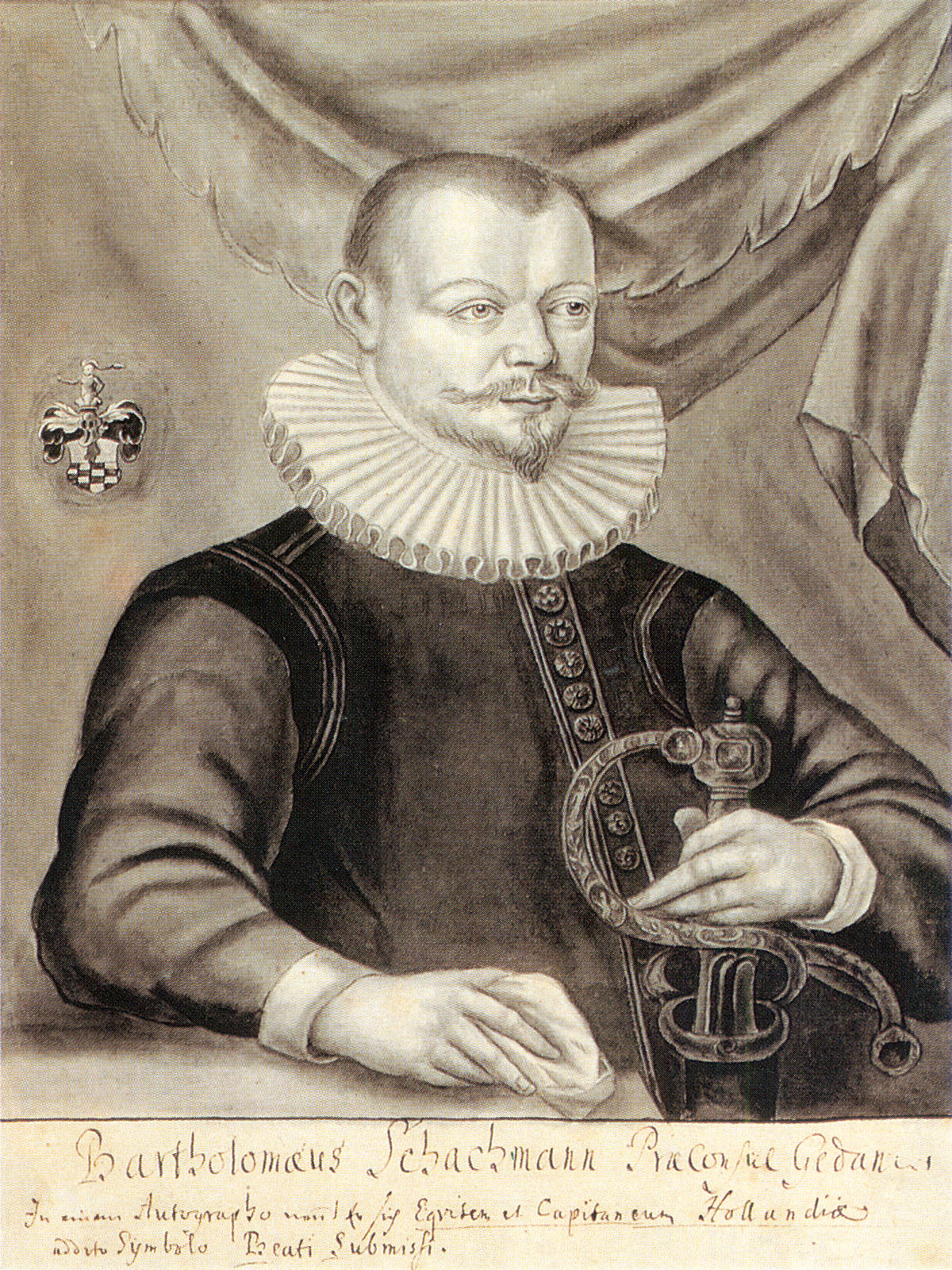
Bartholomäus Schachmann von Anton Möller (1605)

Bartholomäus Schachmann (* 11. November 1559 in Danzig; † 23. April 1614 ebenda) war ein deutscher Forschungsreisender, Kunstsammler und calvinistischer Bürgermeister von Danzig.
Bartholomäus Schachmann war ein Sohn des Danziger Juristen Kaspar Schachmann (* 8. April 1520; † 14. April 1573). Er studierte in Krakau, Straßburg, Heidelberg, Erfurt und Orléans. 1592 wurde er in Danzig Jurist, 1594 Ratsherr und war von 1605 bis zu seinem Tode einer der vier Bürgermeister seiner Heimatstadt.
1588/89 bereiste Schachmann Europa und das Osmanische Reich und ließ danach ein Album mit 105 ganzseitigen Zeichnungen von den Eindrücken seiner Reise herausgeben. Während seiner Amtszeit als Bürgermeister gab er für den Sitzungssaal des Danziger Rathauses das großformatige Bild „Iustitia und Iniustitia“ bei Hans Vredeman de Vries (1527–1609) in Auftrag. Auch der Bau des Neptunbrunnens 1633 geht auf Schachmanns Initiative zurück.
Schachmann wurde in der Danziger Marienkirche begraben.
Seine Schwester Anna war seit 1571 mit dem Danziger Bürgermeister Daniel Zierenberg (1547–1602) verheiratet.

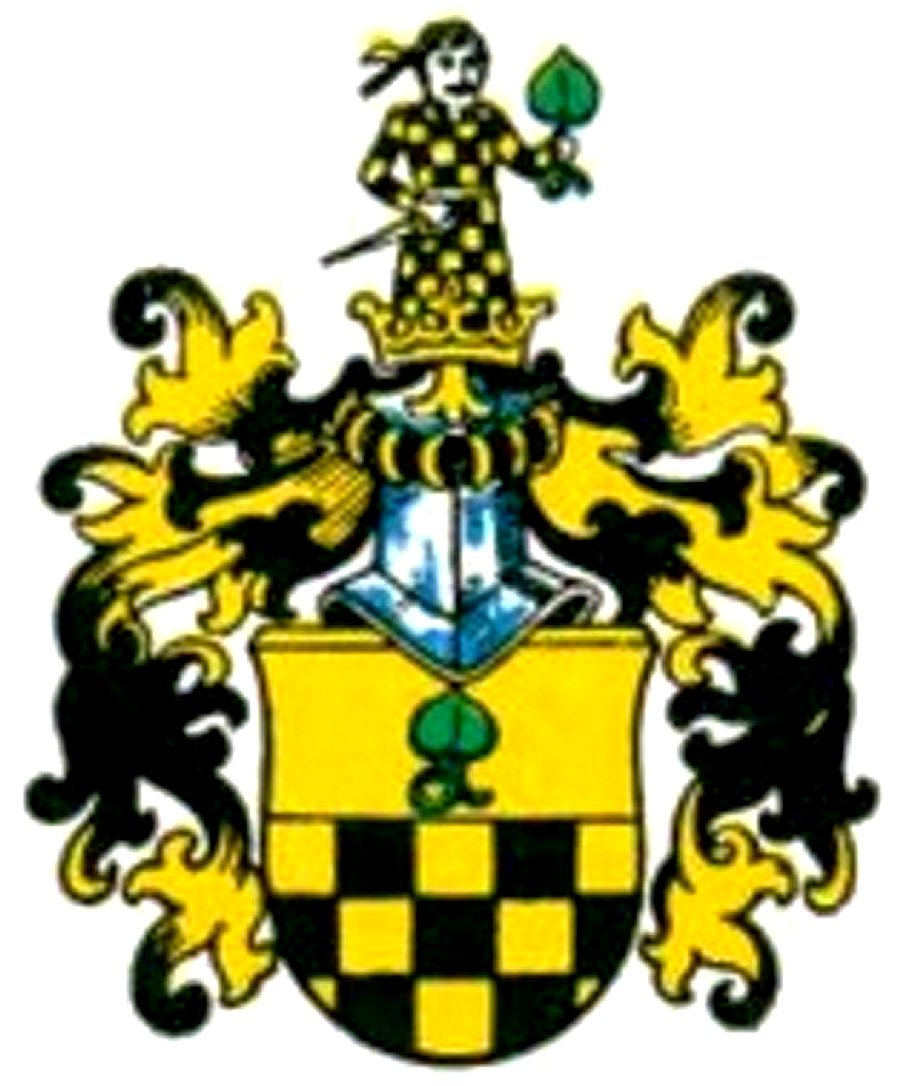
Wappen von Bartholomäus Schachmann